# Vladimír Vašíček
Vladimír Vašíček (29 settembre 1919 – 29 agosto 2003) è stato un pittore ceco.